# Балкански турци
Балкански турци или бели „турци“ са мюсюлмани, появили се в резултат на османското нашествие на Балканите, които се заявяват като „турци“ или са считани за такива от другите.

## Идентификация
Те не следва да се отъждествяват с останалите мюсюлмани на Балканите, появили се по същата причина: сърбохървати мюсюлмани – бошняци, гърци мюсюлмани – валахади, албанци мюсюлмани – чами, лабери, повечето геги и др., власи мюсюлмани – нъте, българи мюсюлмани (помаци, торбеши, ахряни, потурнаци, горани и т.н.), цигани мюсюлмани, татари и т.н., те се отличават от т.нар. анадолски турци. С изтласкването на Османската империя от Европа стотици хиляди черкези, чеченци и други етноси включващи се под понятието турци напускат балканските земи и се заселват в Мала Азия. На място остават румелиотите (виж Рум, т.е. „белите“ балкански турци), които също са стотици хиляди, чувстващи се по-силно обвързани със своята родна земя, отколкото с новосъздадената турска държава и Азия.
Общият им брой в България, Северна Македония, Гърция, Румъния, Сърбия, Черна гора, Косово, Албания, Босна и Херцеговина е малко над 1 млн. души според преброяванията на населението в тези страни.

### Същност
Това е конгломерат  от най-различни индивиди: едни са потомци на потурчено местно население, други „хасъл“ (същински) турци – потомци по бащина линия на дошли от Мала Азия огузи и по майчина линия на такива туркини и на местни българки, сръбкини, гъркини и т.н., трети са турчеещите се и турцизирани цигани, татари и ислямизирани българи и сърби, някои напълно забравили, а други запазили, със или без турски примеси, автентичния си народностен език и стара култура.
Те говорят езика на държавата, в която живееят, и са интегрална част от нейната нация. Трудовите навици, народопсихологията, религиозната обредност, битът, социалният живот и фолклорът на тези хора имат общи черти с останалото население. Такива са отношението към труда, към образованието, към мястото на жената в днешно време, към семейните ценности, развода, моногамията, абортите, разумното възприемане на религията, житейската ценностна система, гостоприемството, „комшулука“ – т.нар. конвивенция (умението за съвместно живеене, взаимопомощ и толерантност към различните), същата отвореност към новото и прогреса и т.н. В официалното и ежедневно облекло, особено в по-големите населени места, в кухнята, в ежедневния начин на живот, в устройването на дома и стопанството също няма съществени разлики. Почитат се, макар под различно име, и общи празници, общи свети места и дори светци, например Бали ефенди, погребан в двора на православната църква в Княжево. Знае се, че Господ и Аллах са просто различни имена, възприети в съответната религия за почитане на един и същ всевишен създател. Шиитите алиани палят свещи също като християните.
Балканските турци в резултат на генетичното си наследство, като правило, външно се различават от анадолските. Културата и народопсихологията им е много по-близка до тази на околното християнско население, сред което живеят, отколкото до ориенталския свят. Пътувайки след Истанбул извън средиземноморските градове и курорти, сред малоазийските турци в Централен Анадол или сред тези в Ирак, Азербейджан и Туркестан различията в етно-културния ландшафт са отчетливи. Когато ползват турски диалект, дори при „хасъл турците“, същия се характеризира със значителен лексикален фонд, общ с околното християнско население, а тюркоезичният е опростен, архаичен и видимо се различава от езика, говорим като официален днес в Турция. Тюркоезични са и християните гагаузи – българска етнографска група, и караманлии – гръцка или българска православна такава, повечето от които се засягат дълбоко, ако бъдат наречени турци.

### Специфика
Много от балканските турци не познават повече от 3 – 4 поколения назад своя етногенетичен корен, или макар да знаят нещо за него, поради установеното в Османската империя традиционно правило народността (миллетът) да се определя единствено и само според вярата, а не според етноса, или поради други актуални за тях причини се обявяват за турци. Такива случаи има сред циганите, сред българите мюсюлмани в България, Беломорска Тракия и Европейска Турция и сред изповядващите исляма в бивша Югославия, независимо че за много от тях турският не е майчин език и често слабо или никак не го говорят.
Има случаи, когато названието „турци“ е екзоним, т.е. не самите хора, а другите обикновено християни гърци и славяни или небалкански турци поради невежество или с пропагандни подбуди ги смятат за такива. Най-често това се случва с циганите, татарите и някои ислямизирани българи и сърби. Обратно изселниците „бели“ турци от Балканите поради културно-битовите си и антропологични различия нерядко са наричани „българи“, помаци (т.е. българи мюсюлмани), румелиоти и др. от местното турско и кюрдско население в Централна Турция.
Показателен е фактът, че от изселилите се през 1985 – 1989 г. от България в Турция 350 000 балкански турци – румелиоти, почти половината – над 150 000 души – не след дълго се връщат обратно да живеят в „комунистическа“ България, въпреки заплахите от „Възродителния процес“.
Друг знаков факт документират войнишките паметници в България от Балканската война, когато страната воюва с Турция, и от другите войни за национално обединение на българите. На тях четем многобройни имена на балкански турци, храбро воювали и дали живота си за България, рамо до рамо със своите сънародници – християни, евреи и мюсюлмани.

### Актуално положение
Ясно е, че няма и не може да има етнически чисти нации, особено на Балканите, а народностното самоопределение на личността, когато е резултат на просветен и осъзнат ясен избор, не е биологично-историческа, а емоционално-интимна лична категория. То не подлежи на каквото и да е научно оборване или доказване и е недопустимо да става основа за претенции, спекулации или дискриминация. Без значение какви са политическите и народностни убеждения, всеки е привързан към родината си и, когато се зачита личното му достойнство и може да си осигури нормален поминък, той се чувства най-добре именно в нея. Противното води до тежки страдания и национален разкол, както се случи по време на т.нар. „възродителен процес“ и особено антихуманно и пагубно във войните в бивша Югославия. Спазването на този принцип на уважение укрепва нациите, изгражда здрави връзки на разбирателство с другите съседни народи и гарантира прогреса и просперитета на нацията и европейския регион като цяло.